# Amanita elliptosperma
Amanita elliptosperma é um fungo que pertence ao gênero de cogumelos Amanita na ordem Agaricales. Encontrado nos Estados Unidos, foi descrito cientificamente pela primeira vez por G.F. Atkinson. É um cogumelo venenoso, que pode matar.